# Solota Lypa
Die Solota Lypa (ukrainisch Золота Липа; polnisch Złota Lipa; Goldene Lypa) ist ein Fluss in der westlichen Ukraine.
Der 127 km lange Fluss hat ein
Einzugsgebiet von
1440 km². Sie fließt durch die Oblast Ternopil und bildet nördlich von Bereschany einen großen See. Die Solota Lypa mündet linksseitig in den, dem Schwarzen Meer zufließenden Dnister.